# تود بودين
تود بودين (بالإنجليزية: Todd Bodine)‏ هو سائق سيارة سباق أمريكي، ولد في 27 فبراير 1964 في تشيمونغ في الولايات المتحدة.

## وصلات خارجية
- الموقع الرسمي
- تود بودين على موقع Racing-Reference.info (الإنجليزية)